# L'Entraide, un facteur de l'évolution
Pour les articles homonymes, voir Entraide.
L'Entraide, un facteur de l'évolution (Mutual Aid: A Factor of Evolution) est un essai de Pierre Kropotkine, paru durant son exil à Londres en 1902. La première version française parut chez Hachette quatre ans plus tard (1906, traduit de l'anglais par Louise Guieysse-Bréal), le mot entraide a été inspiré par Elisée Reclus,.
À la fin du XIXe siècle, le « social-darwinisme » tente d'appliquer le mécanisme darwinien de sélection naturelle dans le domaine social. La compétition pour l'existence et la survie des plus aptes sont tenus pour les principes de l'évolution. Kropotkine combat ce discours, entrant sur le terrain même du darwinisme pour montrer que l'entraide est un facteur de l'évolution autant sinon plus important que la compétition. Le concept est très important dans la théorie anarchiste.
L'entraide est également un terme d'économie politique qui désigne le concept économique de l'échange réciproque et volontaire de ressources et de services au profit de tous.

## Contenu
Pierre Kropotkine oppose l'entraide aux théories du darwinisme social sur la sélection naturelle. Selon Kropotkine, le darwinisme social retient principalement le critère de « la sélection naturelle par le plus fort » (Charles Darwin notait aussi l'importance de l'altruisme). Kropotkine critique cette conception restreinte de l'évolution de l'humanité, en posant en détail des exemples du facteur d'entraide dans l'évolution des espèces, dont l'espèce humaine, entre groupes humains et également entre les formes de sociétés (dites "modernes" ou "industrielles" et "barbares").
Dans la pratique de l'entraide, qui remonte aux plus lointains débuts de l'évolution, nous trouvons la source positive et certaines de nos conceptions éthiques : nous pouvons affirmer que, pour le progrès moral de l'homme, le grand facteur fut l'entraide et non pas la lutte.
Kropotkine s’insurge contre la vision réactionnaire et dangereuse de la vie en société où "l’homme est perçu comme un loup pour l’homme" qui est selon lui à la fois irréel et condamne à une vision de société cruelle.

## Citations
« Aussi, lorsque plus tard mon attention fut attirée sur les rapports entre le darwinisme et la sociologie, je ne me trouvai d’accord avec aucun des ouvrages qui furent écrits sur cet important sujet. Tous s’efforçaient de prouver que l’homme, grâce à sa haute intelligence et à ses connaissances, pouvait modérer l’âpreté de la lutte pour la vie entre les hommes ; mais ils reconnaissaient aussi que la lutte pour les moyens d’existence de tout animal contre ses congénères, et de tout homme contre tous les autres hommes, était « une loi de la nature ». Je ne pouvais accepter cette opinion, parce que j’étais persuadé qu’admettre une impitoyable guerre pour la vie, au sein de chaque espèce, et voir dans cette guerre une condition de progrès, c’était avancer non seulement une affirmation sans preuve, mais n’ayant pas même l’appui de l’observation directe. »

— Pierre Kropotkine. L’Entraide, un facteur de l'évolution (1902), Introduction.

« Dans le monde animal nous avons vu que la grande majorité des espèces vivent en société et qu'elles trouvent dans l'association leurs meilleures armes dans la lutte pour la survie : bien entendu et dans un sens largement darwinien, il ne s'agit pas simplement d'une lutte pour s'assurer des moyens de subsistance, mais d'une lutte contre les conditions naturelles défavorables aux espèces. Les espèces animales au sein desquelles la lutte individuelle a été réduite au minimum et où la pratique de l'aide mutuelle a atteint son plus grand développement sont invariablement plus nombreuses, plus prospères et les plus ouvertes au progrès. La protection mutuelle obtenue dans ce cas, la possibilité d'atteindre un âge d'or et d'accumuler de l'expérience, le plus haut développement intellectuel et l'évolution positive des habitudes sociales, assurent le maintien des espèces, leur extension et leur évolution future. Les espèces asociales, au contraire, sont condamnées à s'éteindre. »

— Pierre Kropotkine. L’Entraide, un facteur de l'évolution (1902), Conclusion.